# Spinimegopis curticornis
Spinimegopis curticornis là một loài bọ cánh cứng trong họ Cerambycidae.